# Hell's Bloody Devils
Hell's Bloody Devils (también conocida como The Fakers y Operation M) es una película estadounidense de 1970 dirigida por Al Adamson y escrita por Jerry Evans.

## Argumento
El agente del FBI Mark Adams (John Gabriel) se hace pasar por un miembro de un sindicato criminal de Las Vegas para infiltrarse en el escondite de un grupo neonazi. Dirigidos por el criminal de guerra nazi de la Segunda Guerra Mundial, el conde von Delberg (Kent Taylor), el grupo imprime dólares estadounidenses falsos, que planean distribuir para ayudar a financiar su grupo. Adams recibe ayuda de una agente israelí encubierta (Vicki Volante), cuyos padres fueron asesinados por von Delberg durante la guerra; el conde a su vez recluta a una banda de motociclistas neonazis, los Bloody Devils, como sus secuaces.

## Reparto
- Broderick Crawford como Gavin.
- Scott Brady como Brand.
- Kent Taylor como Conde Otto von Delberg.
- Keith Andes como Joe Brimante.
- John Carradine como Dueño de tienda de mascotas.
- John Gabriel como Mark Adams.
- Erin O'Donnell como Leni Marvenga.
- Vicki Volante como Carol Bechtal.
- Anne Randall como Amanda Whitfield.
- Jack Starrett como Rocky.
- Emily Banks como Jill Harmon.
- Dan Kemp como Karl.
- Robert Dix como Cunk.
- Jerry Mills como Bloody Devil.
- Bambi Allen como Chica haciendo autostop.
- Jill Woelfel como Chica haciendo autostop.
- Carol Brewster como Baronesa Whitfield.
- Leslie McCrea como Maggie.
- Gene Otis Shane como Driker.
- Arland Shubert como Doctor.
- Alyce Andrace como Chica en tienda de mascotas.
- Rhae Andrace como Chica en tienda de mascotas.
- Alice Wong como Recepcionista.
- Jane Wald como Chica en bote.
- Richard Brander como Lester.
- Greydon Clark como Anderson.
- Gary Kent como Sicario.
- Bill Bonner como Bloody Devil.
- Simon Prescott como Bloody Devil (como Sy Prescott).
- Sid Lawrance como Bloody Devil.
- John Cardos como Bloody Devil.
- Kent Osborne como Bloody Devil.
- Sheldon Lee como Bloody Devil.
- Philip de Firmian como Bloody Devil.
- Coronel Sanders como él mismo (no acreditado).

## Producción
El rodaje comenzó en 1967 como una película de suspenso y espionaje bajo el título de Operation M, y luego fue retitulada The Fakers. Sin embargo, después de que la película no pudo ser vendida a un distribuidor, se filmaron nuevas escenas con motociclistas, se incorporaron a la trama y fue lanzada a través de la recién formada Independent-International Pictures de Adamson y el productor Sam Sherman en 1970. Según el libro de Tom Weaver, It Came from Horrorwood, los motociclistas utilizados en la película eran de una verdadera pandilla de motociclistas y fueron arrestados por portar armas durante la producción.
El Coronel Sanders hace un cameo sin acreditar dentro de uno de sus restaurantes, donde comen los protagonistas. Kentucky Fried Chicken pagó por publicidad por emplazamiento y también alimentó al elenco y al equipo.
Nelson Riddle es coacreditado como el compositor de la canción principal de los títulos de apertura, sin embargo, no participó en la producción de la película. Sherman y Adamson compraron los derechos de un tema preexistente de Riddle y lo usaron en los títulos.

## Recepción
Una breve reseña de la película por parte de Howard Thompson en The New York Times se refirió al uso de jóvenes motociclistas que describió como «brutos» como «cebo de taquilla». También expresó su consternación al ver la participación de Broderick Crawford, Scott Brady y Kent Taylor en «fumarse» a un falsificador de ideología nazi. La reseña de Peter Roberts de The Grindhouse Cinema Database señaló al montaje de créditos de apertura como «psicodélico funky», que describió como «realmente genial». También dijo que «esto era más una película de espionaje que una película de motociclistas». Dijo que la publicidad de la película era para atraer al público autocine. También dijo que era entretenida y que aquellos que «buscaban Hells Angels on Wheels» no la encontrarían en esta película. En cambio, los espectadores obtendrían «una mezcla loca de chicas, neonazis, espías sexy, motociclistas, policías encubiertos y tiroteos».